# Шона
Шона, машона — народ, що живе переважно в Зімбабве, а також в суміжних районах Мозамбіку. Шона розмовляють мовою шона, що належить до мовної групи банту. Більшість шона дотримуються місцевих традиційних вірувань (культ предків, культи сил природи), інші — християни (протестанти, католики). Шона досягли високого рівня розвитку задовго до приходу європейців — зіграли провідну роль в створенні культури Зімбабве і політичного об'єднання Мономотапа. Головне традиційне заняття — землеробство (просо, кукурудза, зерно, боби), частково — скотарство.

## Клани
П'ять головних кланів:
- Каранґа — найбільший клан, налічує близько 35 % з 11,5 мільйонів громадян Зімбабве.
- Зезуру (або Зесеру) є другим найбільшим кланом, до нього належить близько чверті населення.
- Маниїка — жителі гір на сході (Манікаленду), десь близько 1,8 млн осіб
- Ндау
- Корекоре

## Політика
Роберт Мугабе — зезуру. Каранґа забезпечило велику частку бойових сил і воєначальників, які боролися ЗАНЛА у війні у Буші. ЗАНЛА складалася переважно з Шона, тоді як конкуруюча група ЗІПРА мала тісний зв'язок з ндбеле, окремою етнічною групою, хоча і спорідненою з Шона.
Наприкінці 2004 Муґабе заповнив усі керівні посади у державі представниками свого клану, зезуру, і усунув всіх представників каранґи.
Останнім з посадовців-представників каранґи в адміністрації Муґабе був міністр закордонних справ Стен Муденґе, але його було звільнено під час зміни керівної команди у 2004 році. Його було замінено на Тікаона Джоконья, представника зезуру, який був колись дипломатом і якого було обрано у парламент на виборах у березні.